# Andrew Yeom Soo-jung
Andrew Yeom Soo-jung (5. prosinca 1943.) korejski je prelat Katoličke Crkve koji je bio nadbiskup Seula od 2012. do 2021., dok je također nosio titulu apostolskog upravitelja biskupije Pyongyang u Sjevernoj Koreji.
Papa Franjo imenovao je Yeoma u Kardinalski zbor 22. veljače 2014. Kao svećeniku kardinalu dodijeljena mu je naslovna crkva San Crisogono.